# Sarroux-Saint-Julien
Sarroux-Saint-Julien es una comuna nueva francesa situada en el departamento de Corrèze, de la región de Nueva Aquitania.

## Historia
Fue creada el 1 de enero de 2017, en aplicación de una resolución del prefecto de Corrèze de 22 de junio de 2016 con la unión de las comunas de Saint-Julien-près-Bort y Sarroux, pasando a estar el ayuntamiento en la antigua comuna de Sarroux.

## Demografía
| Gráfica de evolución demográfica de Sarroux-Saint-Julien entre 1800 y 2014 |
|                                                                            |

Los datos entre 1800 y 2013 son el resultado de sumar los parciales de las dos comunas que forman la nueva comuna de Sarroux-Saint-Julien, cuyos datos se han cogido de 1800 a 1999, para las comunas de Saint-Julien-près-Bort y Sarroux de la página francesa EHESS/Cassini. Los demás datos se han cogido de la página del INSEE.

## Composición
| Comuna delegada        | Código INSEE | Población (2013) | Superficie (km²) | Densidad (hab./km²) |
| ---------------------- | ------------ | ---------------- | ---------------- | ------------------- |
| Saint-Julien-près-Bort | 19218        | 421              | 30.63            | 14                  |
| Sarroux                | 19252        | 424              | 23.76            | 18                  |